# Udeini
Udeini (лат.) — триба бабочек огнёвок-травянок из подсемейства Spilomelinae (Crambidae, Pyraloidea). Известно около 260 видов в 9 родах, которые встречаются на всех континентах, кроме Антарктиды.

## Описание
Триба ограничен тремя синапоморфиями:1) на гениталиях самцов глубина центрального вертикального расщепления юксты составляет 10—60 % длины юксты; 2) в гениталиях самок колликулум, то есть самый задний участок ductus bursae, расположенный между антрумом и местом прикрепления семявыносящего протока, сильно склеротизирован; 3) кроме того, на corpus bursae обычно располагается удлинённо-ромбический, яйцевидный или «эдиакароидный» сигнум, названный так в честь эдиакарской биоты из неопротерозойская эра, которые демонстрируют форму тела, сходную с формой сигнума в Udeini.
Udeini — один из четырёх так называемых неэуспиломелиновыми, имеющих ряд общих плезиоморфных морфологических признаков с родственной группой Spilomelinae, — с подсемейством Pyraustinae. Например, у самок некоторых видов наблюдается редукция уздечки щетинок в механизме сцепление крыльев до одной щетинки, например, у Udea alpinalis и U. itysalis (sensu).
Отличаются строением гениталий: ункус варьирует от одноголовчатого в группе родов Udea (Deana, Mnesictena, Tanaophysa, Udea, Udeoides) до конического (Conchylodes), редуцированного до треугольных у Sisyracera и Ercta, и редуцируется до поперечной дугообразной полосы у монотипического рода Cheverella. У родовой группы Udea ункус дорсально имеет раздвоенные хеты, но они простые и расположены дорсально и вентрально у Conchylodes, Sisyracera и Cheverella, и утрачены у Ercta.
Для родовой группы Conchylodes характерны волосовидные монофиламентные щетинки на ункусе мужских гениталий, в отличие от толстых двуветвистых волосков, присутствующих у большинства других Spilomelinae. Коста вальвы слегка вогнута, а вентральный край саккулюса параллелен косте), а апикально от саккулюса вальва сужается к округлой вершине.
Гениталии самок имеют сильно склеротизированный антрум, за исключением вида Cheverella, у которого он слабо склеротизирован. У Conchylodes, Ercta и Sisyracera имеется перепончатый аппендикс bursae, который прикрепляется к переднему концу corpus bursae у первых двух родов и к заднему концу у последнего рода. Во всех группах видов рода Udea, кроме видовой группы Udea ferrugalis, акцессорный сигнум находится в месте соединения ductus bursae и corpus bursae.

## Кормовые растения
Виды трибы Udeini питаются широким спектром пищевых растений. Некоторые виды, например, Udea rubigalis, являются полифагами и питаются растениями из самых разных семейств растений. Гусеницы Mnesictena питаются на мюленбекии (Гречишные), крапиве и Australina (Urticaceae). Личинки Conchylodes отмечены на анноновых, астровых, бурачниковых, кордиевых, мальвовых и платановых, а гусеницы Sisyracera и Cheverella — на бурачниковых.

Conchylodes ovulalis
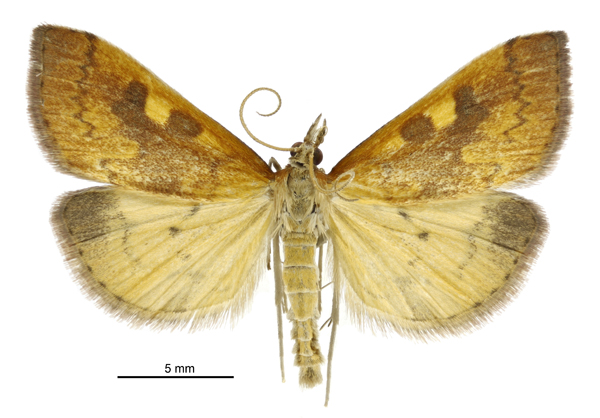
Mnesictena flavidalis, самец
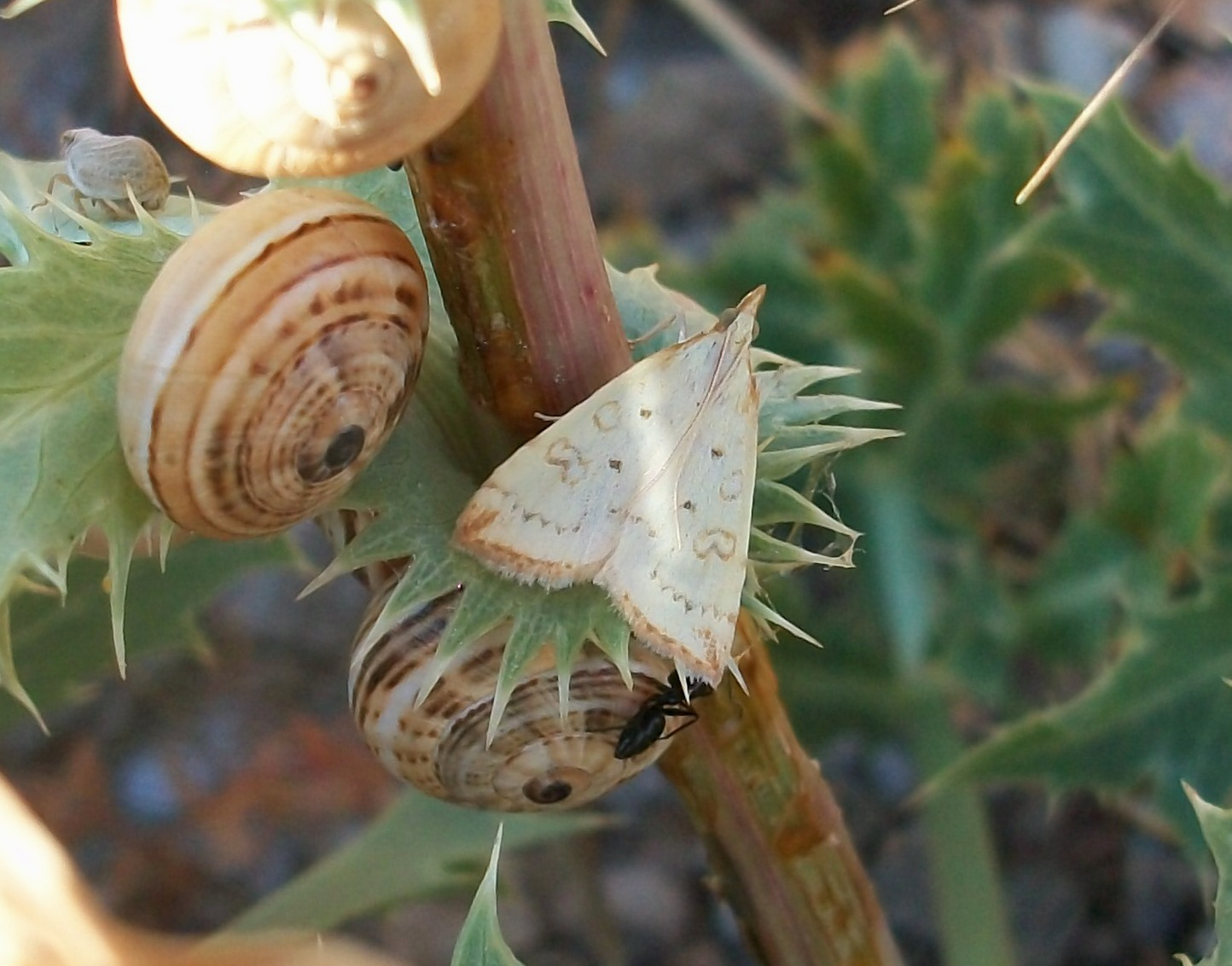
Udea institalis
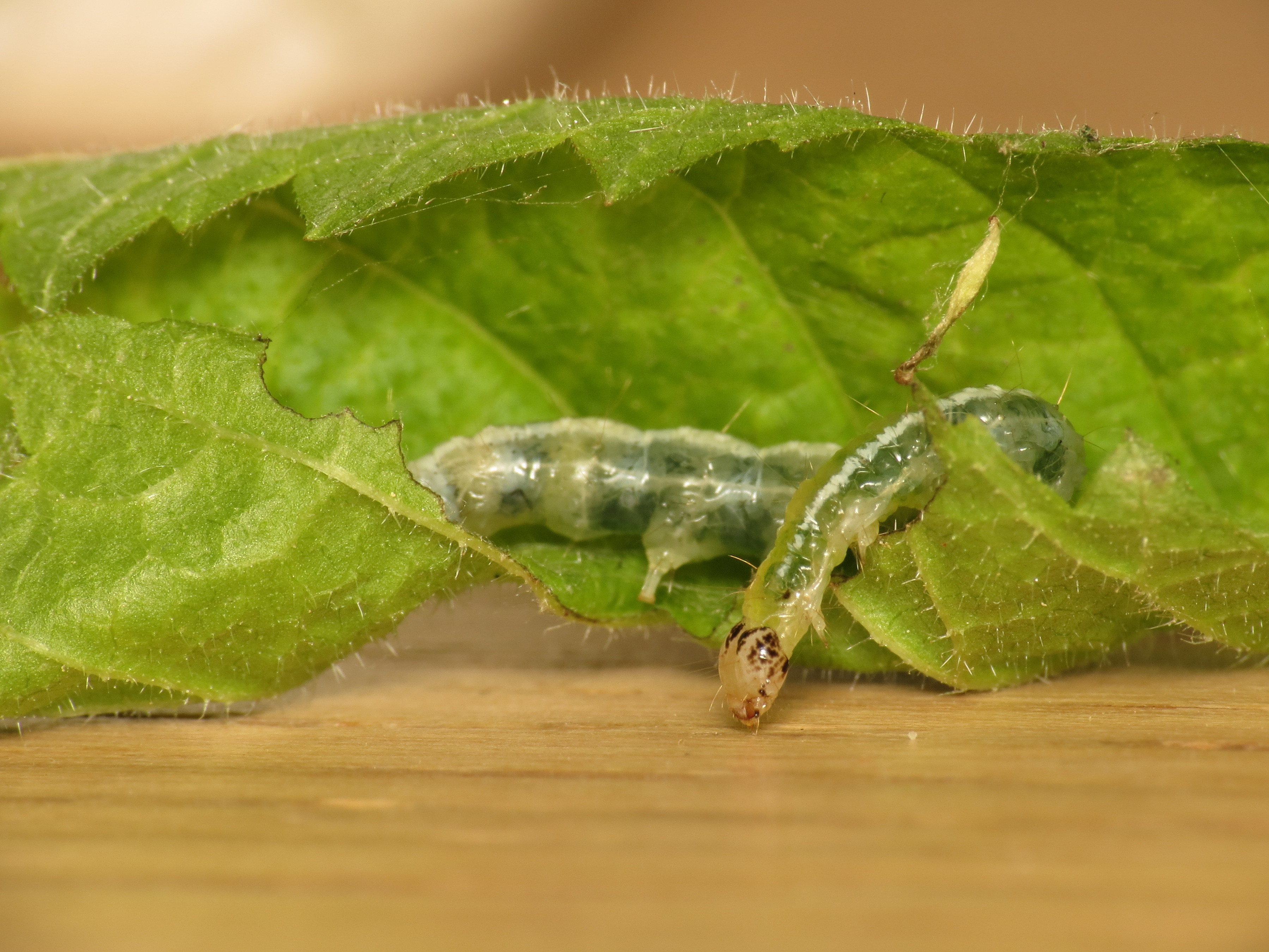
Udea prunalis, гусеница
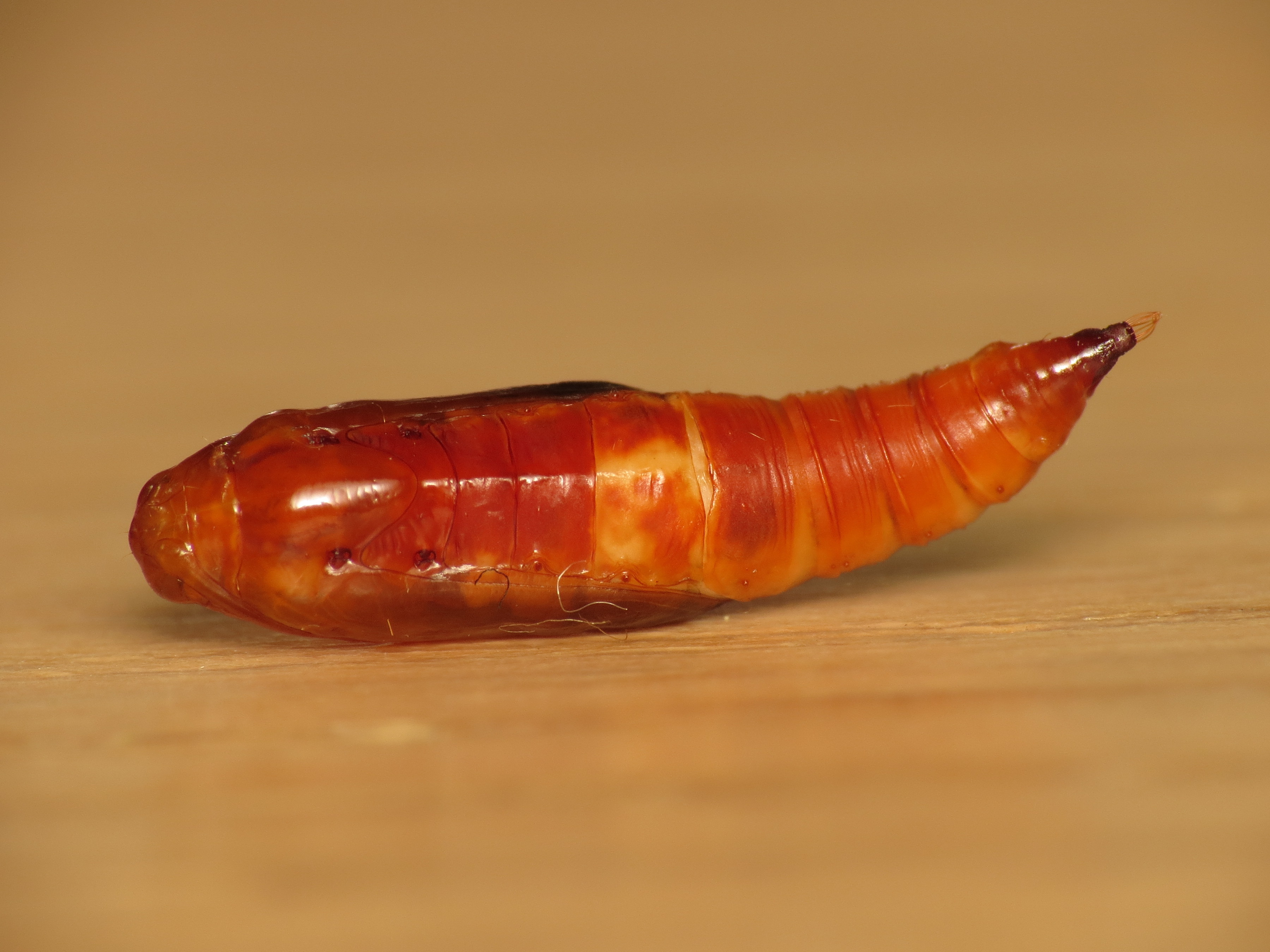
Udea prunalis, куколка

## Систематика
Около 260 видов и 9 родов. Триба включена в состав подсемейства Spilomelinae, где она рассматривается в основании его филогенетического ствола и в составе клады Hydririni+(Lineodini+Udeini).
Триба Udeini была выделена в 2019 году, но её очертания впервые предложены Патрисом Леро (Patrice Leraut) в 1997 году в составе Pyraustinae. Однако, предложенное название не сопровождалось описанием, позволяющим дифференцировать таксон, и поэтому не соответствовало требованию Международного кодекса зоологической номенклатуры в его статье 13.1 для названий, опубликованных после 1930 года и привело к повторному более валидному переописанию таксона.
- Cheverella B. Landry in Landry, Roque-Albelo & Hayden, 2011 — 1 вид[1]
- Conchylodes Guenée, 1854 (синонимы Ledereria Snellen, 1873, Nonazochis Amsel, 1956) — 21 вид
- Deana Butler, 1879 (синонимы Adena Walker, 1863, Nesarcha Meyrick, 1884) — 1 вид
- Ercta Walker, 1859 (ошибочное написание Erota Walker, 1859) — 7 видов
- Mnesictena Meyrick, 1884 — 7 видов
- Sisyracera Möschler, 1890 — 3 вида
- Tanaophysa Warren, 1892 — 2 вида
- Udea Guenée in Duponchel, 1845 (синонимы Melanomecyna Butler, 1883, Notophytis Meyrick, 1932, Protaulacistis Meyrick, 1899, Protocolletis Meyrick, 1888, Stantira Walker, 1863) — 214 видов
- Udeoides Maes, 2006 — 5 видов

## Распространение
Некоторые роды ограничены географически, например, Deana и Mnesictena относятся к Новой Зеландии, Udeoides — к Афротропическая область, Sisyracera — к Неотропике. С другой стороны, Udea, насчитывающая 214 видов, встречается на всех континентах, кроме Антарктиды а члены видовой группы Udea ferrugalis особенно разнообразны в Океании.